# 니데주

니데주의 위치

니데주(튀르키예어: Niğde ili)는 튀르키예 중남부에 위치한 주로, 중앙아나톨리아 지역에 속한다. 주도는 니데이며 면적은 7,312km2, 인구는 331,677명(2007년 기준), 자동차 번호는 51번, 시외전화 지역번호는 0388번이다. 카이세리주와 아다나주, 메르신주, 코니아주, 악사라이주, 네브셰히르주와 접하며 6개 군을 관할한다.